# Kronprins Christian Land
Kronprins Christian Land er en stor halvø i det nordlige Grønland navngivet efter kronprins Christian, senere Christian 10.. Halvøen er en del af Grønlands Nationalpark. Den danske militærbase/vejrstation  Nord er den eneste bebyggelse på halvøen. Halvøen er omgivet af Wandels hav, ishavet mod nord, Framstrædet mod øst, Grønlandshavet mod syd, og Grønlands indlandsis mod vest.